# Leichtathletik-Europameisterschaften 1974/400 m Hürden der Männer

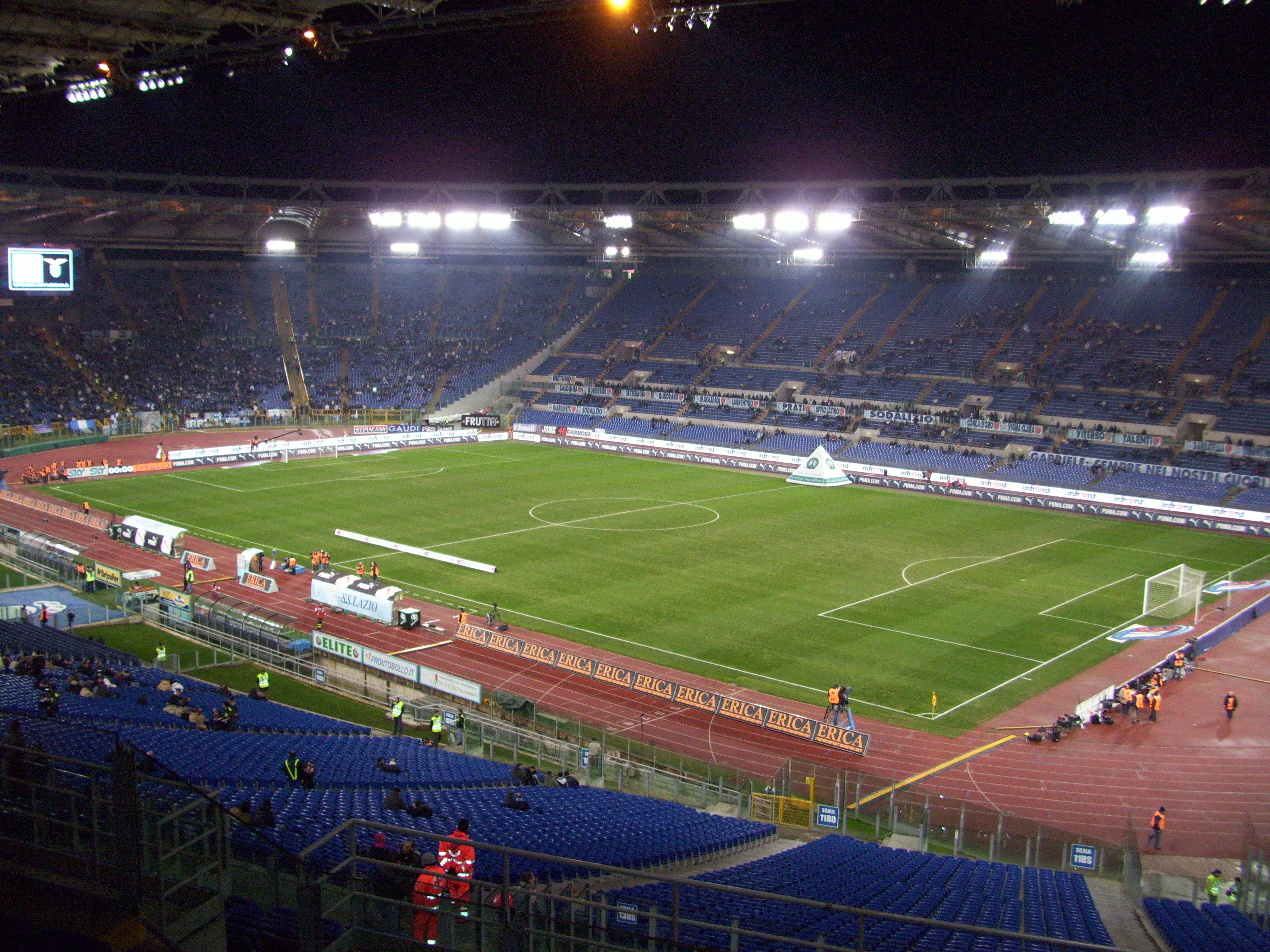
Das Olympiastadion von Rom im Jahr 2009

Der 400-Meter-Hürdenlauf der Männer bei den Leichtathletik-Europameisterschaften 1974 wurde vom 2. bis 4. September 1974 im Olympiastadion von Rom ausgetragen.
Europameister wurde der britische EM-Zweite von 1971 über 110 Meter Hürden Alan Pascoe. Er gewann vor dem französischen Titelverteidiger Jean-Claude Nallet. Bronze ging an den sowjetischen Läufer Jewgeni Gawrilenko.

## Rekorde
Vorbemerkung:

In diesen Jahren gab es bei den Bestleistungen und Rekorden eine Zweiteilung. Es wurden nebeneinander handgestoppte und elektronisch ermittelte Leistungen geführt. Die offizielle Angabe der Zeiten erfolgte in der Regel noch in Zehntelsekunden, die bei Vorhandensein elektronischer Messung gerundet wurden. Allerdings verlor der in Zehntelsekunden angegebene Rekord immer mehr an Bedeutung. Ab 1977 hatte das Nebeneinander der Bestzeiten ein Ende, von da an wurde nur noch der elektronische gemessene und in Hundertstelsekunden angegebene Wert als Rekord gelistet.

### Offizielle Rekorde – Angabe in Zehntelsekunden

#### Bestehende Rekorde
| Weltrekord           | 47,8 s | John Akii-Bua      | OS München, BR Deutschland (heute Deutschland) | 2. September 1972  |
| Europarekord         | 48,1 s | David Hemery       | OS Mexiko-Stadt, Mexiko                        | 15. Oktober 1968   |
| Meisterschaftsrekord | 49,2 s | Salvatore Morale   | EM Belgrad, Jugoslawien                        | 14. September 1962 |
| Meisterschaftsrekord | 49,2 s | Jean-Claude Nallet | EM Helsinki, Finnland                          | 12. August 1971    |

#### Rekordverbesserungen
Der bestehende EM-Rekord wurde verbessert und darüber hinaus gab es zwei neue Landesrekorde.
- Meisterschaftsrekord:
  - 48,8 s – Alan Pascoe (Großbritannien), Finale am 4. September
- Landesrekorde:
  - 50,7 s – Frank Nusse (Niederlande), zweiter Vorlauf am 2. September
  - 50,7 s – Janko Bratanow (Bulgarien), erstes Halbfinale am 3. September

### Elektronisch gemessene Rekorde

#### Bestehende Rekorde
| Weltrekord           | 47,82 s | John Akii-Bua      | OS München, BR Deutschland (heute Deutschland) | 2. September 1972 |
| Europarekord         | 48,12 s | David Hemery       | OS Mexiko-Stadt, Mexiko                        | 15. Oktober 1968  |
| Meisterschaftsrekord | 49,15 s | Jean-Claude Nallet | EM Helsinki, Finnland                          | 12. August 1971   |

#### Rekordverbesserungen
Der bestehende EM-Rekord wurde verbessert und darüber hinaus gab es zwei neue Landesrekorde.
- Meisterschaftsrekord:
  - 48,82 s – Alan Pascoe (Großbritannien), Finale am 4. September
- Landesrekorde:
  - 50,73 s – Frank Nusse (Niederlande), zweiter Vorlauf am 2. September
  - 50,66 s – Janko Bratanow (Bulgarien), erstes Halbfinale am 3. September

## Legende
- CR: Championshiprekord
- NR: nationaler Rekord

## Vorrunde
2. September 1974
Die Vorrunde wurde in vier Läufen durchgeführt. Die ersten drei Athleten pro Lauf – hellblau unterlegt – und die darüber hinaus vier zeitschnellsten Läufer – hellgrün unterlegt – qualifizierten sich für das Halbfinale.

### Vorlauf 1
| Platz | Name               | Nation           | Zeit (s) |
| ----- | ------------------ | ---------------- | -------- |
| 1     | Miroslav Kodejš    | Tschechoslowakei | 50,31    |
| 2     | Wiktor Sawtschenko | Sowjetunion      | 50,36    |
| 3     | Bill Hartley       | Großbritannien   | 50,42    |
| 4     | François Aumas     | Schweiz          | 50,50    |
| 5     | Janko Bratanow     | Bulgarien        | 51,02    |
| 6     | Georgios Parris    | Griechenland     | 51,44    |

### Vorlauf 2
| Platz | Name              | Nation      | Zeit (s) |
| ----- | ----------------- | ----------- | -------- |
| 1     | Dmitri Stukalow   | Sowjetunion | 50,48    |
| 2     | Jerzy Hewelt      | Polen       | 50,54    |
| 3     | Klaus Schönberger | DDR         | 50,60    |
| 4     | Frank Nusse       | Niederlande | 50,73 NR |
| 5     | José Carvalho     | Portugal    | 51,32    |
| 6     | Giorgio Ballati   | Italien     | 51,47    |

### Vorlauf 3
| Platz | Name               | Nation           | Zeit (s) |
| ----- | ------------------ | ---------------- | -------- |
| 1     | Jean-Claude Nallet | Frankreich       | 50,16    |
| 2     | Jochen Mayer       | DDR              | 50,88    |
| 3     | Ivan Daniš         | Tschechoslowakei | 51,09    |
| 4     | Werner Reibert     | BR Deutschland   | 51,18    |
| 5     | Steve Black        | Großbritannien   | 51,19    |
| 6     | Jordan Jordanow    | Bulgarien        | 52,05    |
| 7     | Gert Möller        | Schweden         | 52,72    |

### Vorlauf 4

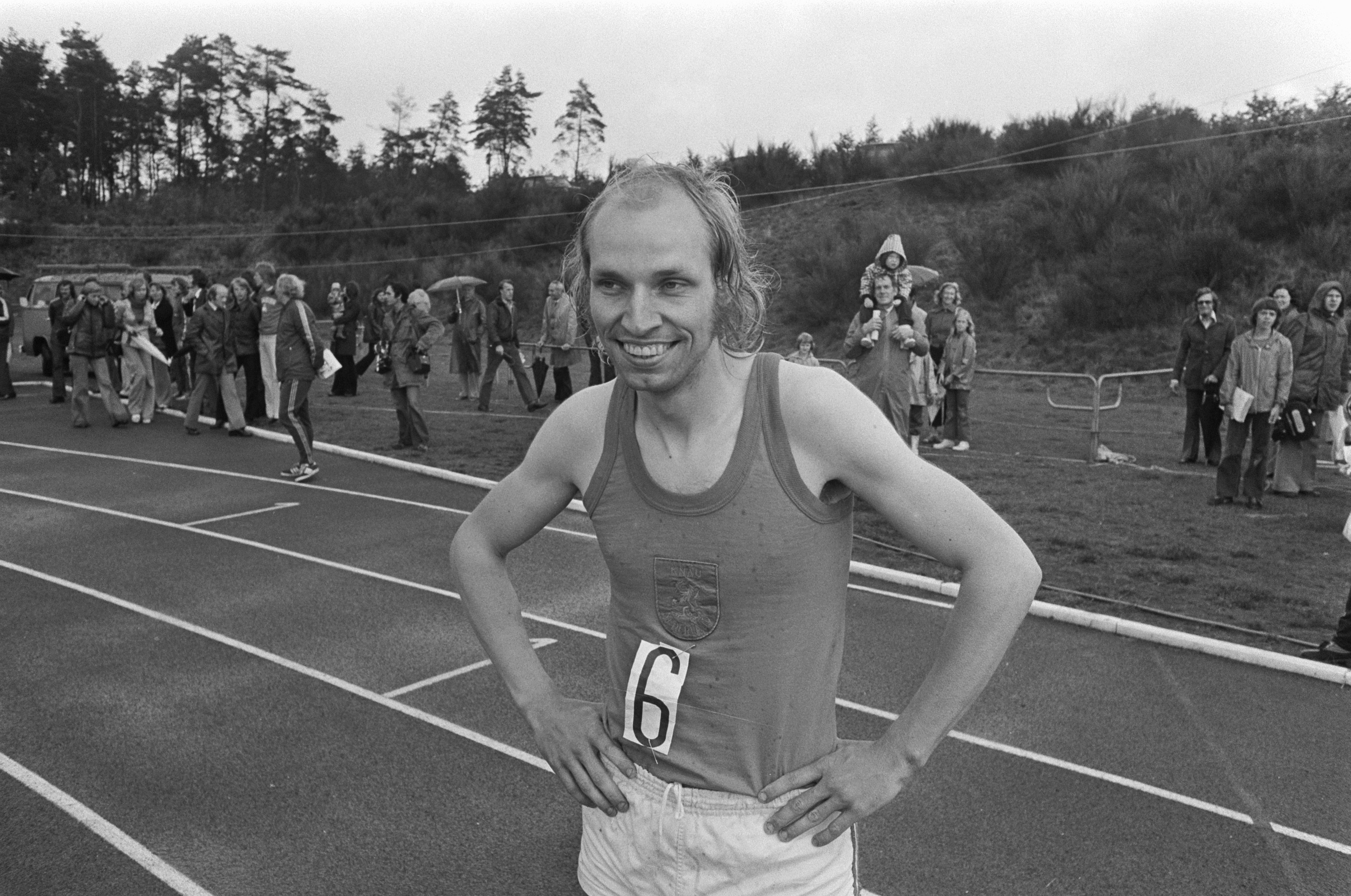
Jan Struyk – trotz Saisonbestzeit als Fünfter seines Vorlaufs ausgeschieden

| Platz | Name               | Nation         | Zeit (s) |
| ----- | ------------------ | -------------- | -------- |
| 1     | Jewgeni Gawrilenko | Sowjetunion    | 50,28    |
| 2     | Rolf Ziegler       | BR Deutschland | 50,35    |
| 3     | Alan Pascoe        | Großbritannien | 50,54    |
| 4     | Stavros Tziortzis  | Griechenland   | 50,65    |
| 5     | Jan Struyk         | Niederlande    | 51,83    |

## Halbfinale
3. September 1974, 16:40 Uhr
In den beiden Halbfinalläufen qualifizierten sich die jeweils ersten vier Athleten – hellblau unterlegt – für das Finale.

### Lauf 1
| Platz | Name              | Nation           | Zeit (s) |
| ----- | ----------------- | ---------------- | -------- |
| 1     | Dmitri Stukalow   | Sowjetunion      | 49,67    |
| 2     | Alan Pascoe       | Großbritannien   | 49,77    |
| 3     | Stavros Tziortzis | Griechenland     | 49,79    |
| 4     | Rolf Ziegler      | BR Deutschland   | 49,87    |
| 5     | Miroslav Kodejš   | Tschechoslowakei | 49,93    |
| 6     | François Aumas    | Schweiz          | 50,46    |
| 7     | Janko Bratanow    | Bulgarien        | 50,66 NR |
| 8     | Jochen Mayer      | DDR              | 50,71    |

### Lauf 2

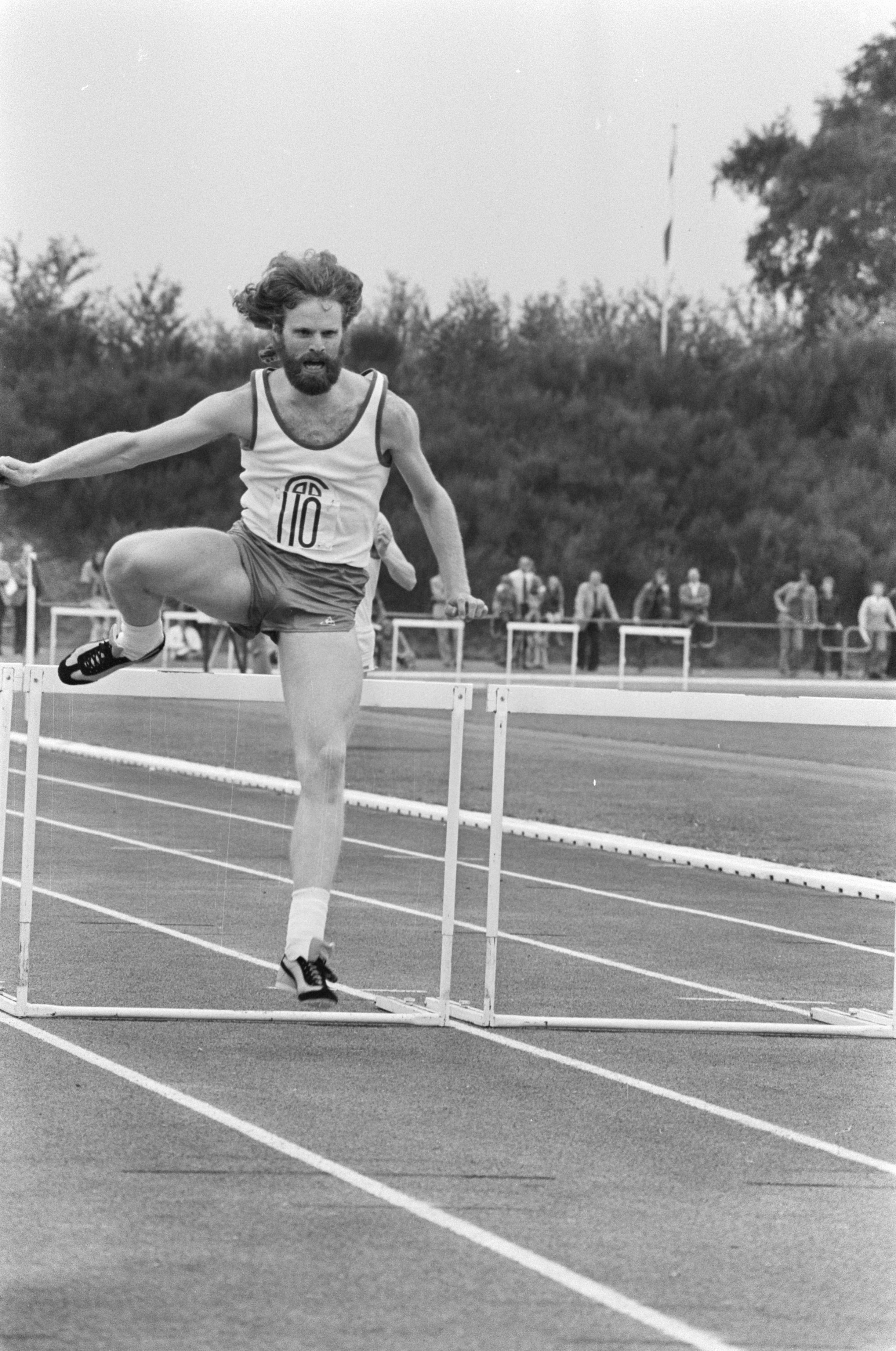
Frank Nusse – nach niederländischem Rekord im Vorlauf als Siebter seines Semifinallaufs nicht im Finale

| Platz | Name               | Nation           | Zeit (s) |
| ----- | ------------------ | ---------------- | -------- |
| 1     | Jewgeni Gawrilenko | Sowjetunion      | 49,63    |
| 2     | Jerzy Hewelt       | Polen            | 49,79    |
| 3     | Jean-Claude Nallet | Frankreich       | 49,79    |
| 4     | Wiktor Sawtschenko | Sowjetunion      | 49,88    |
| 5     | Klaus Schönberger  | DDR              | 50,04    |
| 6     | Bill Hartley       | Großbritannien   | 50,55    |
| 7     | Frank Nusse        | Niederlande      | 51,14    |
| 8     | Ivan Daniš         | Tschechoslowakei | 53,28    |

## Finale

400-m-Hürden-Finale: Stavros Tziortzis (528), Viktor Savchenko (859), Rolf Ziegler (499), Jewgeni Gawrilenko (830), Alan Pascoe (331)

4. September 1974
| Platz | Name               | Nation         | Zeit (s) |
| ----- | ------------------ | -------------- | -------- |
| 1     | Alan Pascoe        | Großbritannien | 48,82 CR |
| 2     | Jean-Claude Nallet | Frankreich     | 48,94    |
| 3     | Jewgeni Gawrilenko | Sowjetunion    | 49,32    |
| 4     | Stavros Tziortzis  | Griechenland   | 49,71    |
| 5     | Dmitri Stukalow    | Sowjetunion    | 49,98    |
| 6     | Wiktor Sawtschenko | Sowjetunion    | 50,01    |
| 7     | Jerzy Hewelt       | Polen          | 50,26    |
| 8     | Rolf Ziegler       | BR Deutschland | 50,29    |